# Guldkalven (film)
Guldkalven er en stumfilm fra 1915 instrueret af Hjalmar Davidsen.